# Suzuki Akimasa
Suzuki Akimasa (鈴木 晶雅  sinh ngày 29 tháng 6 năm 1958) là chính khách người Nhật Bản. Trước đây, ông từng là thành viên của Đảng Dân chủ Tự do từ 1991-2001 và 2005-2023. Hiện tại, ông đang giữ chức vụ làm quận trưởng Ōta kể từ ngày 27 tháng 4 năm 2023.